# Jakub Grof
Jakub Grof (* 16. května 1981 Karlovy Vary) je český bývalý profesionální hokejový obránce a současný[kdy?] hokejový trenér.

## Kariéra
V roce 2001 byl součástí českého týmu na Mistrovství světa juniorů v ledním hokeji 2001, které se konalo v Moskvě a Podolsku. Češi ve finále porazili finský výběr.
V české extralize odehrál 186 zápasů za HC Karlovy Vary a HC Zlín. Hrál také v Elite.A za SG Cortina, v rakouské hokejové lize za Orli Znojmo a v polské hokejové lize za GKS Katowice a JKH GKS Jastrzębie.[zdroj?]
Svou profesionální kariéru uzavřel v klubu HC Zubr Přerov, kde se následně stal trenérem a prošel různými kategoriemi. Krátce působil jako asistent trenéra v Karlových Varech. Po odchodu z Přerova se stal hlavním trenérem jihočeského klubu HC Tábor. Tým dovedl do 1. české hokejové ligy a v květnu 2025 na lavičce týmu skončil z rodinných důvodů.